# Glandularia incisa
Glandularia incisa là một loài thực vật có hoa trong họ Cỏ roi ngựa. Loài này được (Hook.) Tronc. mô tả khoa học đầu tiên năm 1965.